# 雷納姆 (麻薩諸塞州)
雷納姆（英語：Raynham）是一個位於美國麻薩諸塞州布里斯托縣的鎮。

## 人口
根據2020年美國人口普查的數據，雷納姆的面積為54.00平方千米，當中陸地面積為53.10平方千米，而水域面積為0.90平方千米。當地共有人口15142人，而人口密度為每平方千米280人。